# Salzburgring
Le Salzburgring est un circuit automobile permanent situé à l'est de Salzbourg en Autriche.

## Historique
Ce circuit a été ouvert en 1968. De forme allongée dans une étroite vallée alpine, il a une disposition assez simple, avec deux longues lignes droites, une courbe rapide appelée Fahrerlagerkurve (courbe du paddock) en bas, et une courbe étroite Nockstein-Kehre dans la partie haute du circuit. En dépit de sa configuration simple, le circuit a eu une réputation redoutable pour les vitesses élevées atteintes dans les lignes droites et la courbe Fahrerlagerkurve.
Le circuit accueille principalement des courses de voiture de tourisme allemand comme l'ADAC Procar Series, le DPM, le DTC et le STW.

Le Grand Prix moto d'Autriche a eu lieu aussi sur ce circuit de 1971 à 1994 (sauf pour les années 1980 et 1992), ainsi que des courses de Superbike.

Plusieurs évènements, comme la course historique : Grand Prix Oldtimer et le mémorial Rupert Hollaus organisé par l'ex-coureur de moto GP et side-car Wolfgang Stropek ont également eu lieu sur ce circuit.

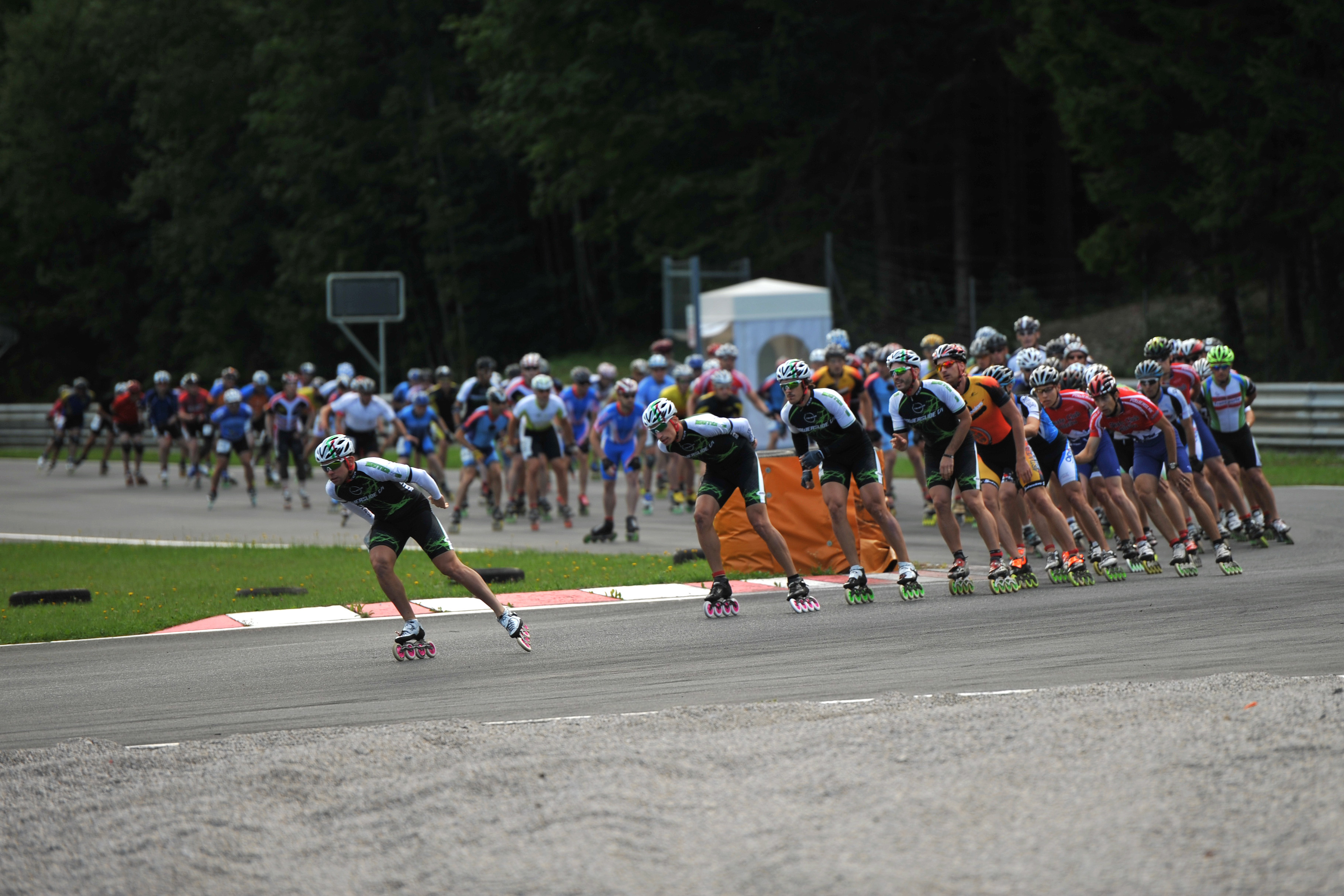
Skate the Ring Inlineskaterennen 2013